# Анна Лось
Анна Марія Лось (пол. Anna Maria Łoś; 18 березня 1958, Вроцлав — 9 січня 2018, Вроцлав) — польська фотографка та фотожурналістка.

## Життєпис
Одна із засновниць Незалежної фотоагенції «Дементі» (1982-1991), створеної після запровадження воєнного стану в Польщі. Діючи в умовах конспірації, агентство надавало фотопослуги польській незалежній пресі поза межами досяжності цензури, а також іноземній пресі через агентства «Ройтерз», «Ассошіейтед Прес» та «Франс Прес».
Співавторка фотовиставок агентства «Дементі», представлених у квартирах і костелах в рамках «незалежної циркуляції культури», тобто бойкоту державних галерей мистецькими колами.
Фотокореспондентка та фоторедакторка «Газети Виборчої» у Вроцлаві (1993-2002), співпрацювала з «Ньюзвік Польска», «Пшекруй», «Політика», «Мері Клер» (2002-2004).
Пов'язана з театральною спільнотою Вроцлава, систематично фотографувала вистави Сучасного театру, Польського театру та наступні випуски Міжнародного театрального фестивалю «Діалог» (1999-2006).
Співзасновниця та членкиня правління Фундації незалежної фотоагенції «Дементі» (2007-2013). Членкиня правління Нижньосілезького відділення Польської асоціації журналістів, скарбниця відділення (2004-2010).
У 2006 році нагороджена Лицарським хрестом Ордену Відродженої Польщі.
Похована на кладовищі Святого Духа на вулиці Бардзькій у Вроцлаві.

## Вистави
- 2018-2019 — персональна виставка театральної фотографії, Театральний музей Генрика Томашевського[6]
- 2021-2022 — групова виставка «Єдина. Нерозказані історії польських фотографів у Будинку спіткань з історією»[7]

## Нагороди
- 1999 — Спеціальна нагорода газети «Жечпосполіта» за найкращу політичну фотографію року на конкурсі польської пресової фотографії[8]
- 1990 — Премія Незалежної фундації промоції польської культури «Полкуль»[9]
- 1988 — Премія імені Євґеніуша Локайського Асоціації польських журналістів для незалежних журналістів